# OLGA
OLGA — це інструмент для моделювання транспортування неусталеного мультифазного потоку — суміші нафти, природного газу та води у трубопроводі, так званого багатофазного транспорту. Коротка назва «OLGA» — від «oil and gas simulator». Основний виклик багатофазного потоку рідини — це утворення в трубопроводах пробок нафти та води, що спричиняє великі проблеми на приймальному кінці (кінцевому термуналі трубопровода) — на платформі або на береговому заводі. Інструмент OLGA дає можливість моделювати і обчислювати багатофазні нестаціонарні потоки.

## Історія
Ідея цього інструменту була задумана у 1979 році двома дослідниками IFE, Норвегія: Даг Малнес та К'єлл Бендіксен (Dag Malnes and Kjell Bendiksen).
Перша версія OLGA була профінансована Statoil і була готова в 1980 році. Інструмент був розроблений надалі IFE у співпраці з SINTEF у 1980-х роках.
1 січня 1984 року Statoil, IFE та SINTEF підписали спільну галузеву угоду щодо подальшого розвитку OLGA. IFE несе основну відповідальність за розробку моделі, в той час як технічні експерименти проводилися в лабораторії SINTEF в Тіллері.
До 2012 року група SPT володіла правами на OLGA. У березні 2012 року, Schlumberger оголосив угоду з Altor Fund II на придбання SPT Group. Придбання було завершено у ІІ кварталі. На момент придбання SPT Group, заснована в 1971 році, штаб-квартира розташована в Норвегії, в якій працювало приблизно 280 осіб у 11 країнах. Інструмент постійно розробляється та продовжує розвиватися, серед інших у проекті HORIZON II, де партнерами є IFE та SPT Group.
OLGA широко впроваджена на світовому ринку — близько 90 % об'єктів. Ця технологія вважається центральним успіхом для досліджень у нафтовій галузі Норвегії.
OLGA дозволяє розробляти нафтові та газові родовища в більш глибоких морях і далі від берега, ніж це було б інакше можливо без цієї технології, наприклад, родовища Тролль, Ормен Ланге та Снехвіт.